# Argyroderma delaetii
Argyroderma delaetii là một loài thực vật có hoa trong họ Phiên hạnh. Loài này được C.A.Maass mô tả khoa học đầu tiên năm 1928.